# Uffici di Cristo
Il termine uffici di Cristo è una categoria della cristologia cristiana che descrive le funzioni, i compiti, i servigi, che Gesù di Nazareth, secondo la Bibbia, è venuto ad assolvere (ed assolve tuttora) nel mondo, in particolare per coloro che appartengono alla Sua Chiesa.
La Cristologia si riferisce in modo particolare ai tre uffici principali di Cristo, detti anche il triplice ufficio di Cristo:
- L'ufficio profetico (la funzione di Profeta e di Maestro)
- L'ufficio sacerdotale (la funzione di Sacerdote)
- L'ufficio regale (la funzione di Re e di Medico)

Si potrebbe dire che Gesù Cristo (secondo la Bibbia) è il Profeta per eccellenza, il Sacerdote per eccellenza ed il Re per eccellenza, unico e irripetibile. In questa forma, la descrizione degli uffici di Cristo è stata delineata la prima volta da Eusebio di Cesarea e poi, più dettagliatamente, da Giovanni Calvino. Per questo, la dottrina degli uffici di Cristo è particolarmente rilevante per la teologia della tradizione calvinista.
Gli stessi uffici e la capacità di compierli sono stati affidati da Gesù agli Apostoli e alla Chiesa fondata su Pietro, affidando loro il proprio Spirito e i propri sacramenti.

## L'ufficio profetico
Il profeta è portavoce di Dio, chi parla autorevolmente in nome di Dio. Gesù è il profeta per eccellenza o (come afferma il prologo del Vangelo secondo Giovanni) la Parola stessa di Dio fattasi carne, cioè essere umano. Egli è il divino Maestro, Colui del quale persino gli avversari affermavano: «Nessuno parlò mai come quest'uomo!» (Giovanni 7:46); "essi furono presi da gran timore e si dicevano gli uni gli altri: «Chi è dunque costui, al quale persino il vento e il mare ubbidiscono?" (Marco 4:41). Il profeta annuncia ed interpreta la Parola di Dio per il passato, il presente ed il futuro, come pure spiega autorevolmente la Legge rivelata di Dio. Questa Sua funzione continua dopo la Sua Ascensione mediante lo Spirito Santo attraverso gli Apostoli ed oggi attraverso il ministero della Parola e nell'illuminazione spirituale dei credenti.
- L'Antico Testamento predice la venuta del Cristo come quella di un profeta. "L'Eterno, il tuo DIO, susciterà per te un profeta come me, in mezzo a te, fra i tuoi fratelli; a lui darete ascolto" (Deuteronomio 18:15; cfr. Atti 3:23).
- "Tutti furono presi da timore, e glorificavano Dio, dicendo: «Un grande profeta è sorto tra di noi»; e: «Dio ha visitato il suo popolo" (Luca 7:16);

## L'ufficio sacerdotale
Gesù Cristo, nella funzione di profeta, rappresenta Dio di fronte al Suo popolo. Nella funzione di sacerdote, rappresenta il Suo popolo di fronte a Dio. Come sacerdote ha il privilegio unico (nessun altro lo può fare meglio di Lui che, come eterno Figlio di Dio era da sempre accanto a Dio Padre) di accostarsi a Dio e di parlare e di agire così in favore dei Suoi, intercedendo per essi ed offrendo il sacrificio della Sua stessa vita per il perdono dei loro peccati.
- "Il SIGNORE ha giurato e non si pentirà: «Tu sei Sacerdote in eterno, secondo l'ordine di Melchisedec»." (Salmi 110:4[2]);
- "Perciò, fratelli santi, che siete partecipi della celeste vocazione, considerate Gesù, l'apostolo e il sommo sacerdote della fede che professiamo" (Ebrei 3:1[3]);
- "Avendo dunque un grande sommo sacerdote che è passato attraverso i cieli, Gesù, il Figlio di Dio, stiamo fermi nella fede che professiamo" (Ebrei 4:14[4]);
- Le caratteristiche di Cristo come sacerdote."Infatti ogni sommo sacerdote, preso tra gli uomini, è costituito per il bene degli uomini nelle cose che riguardano Dio, per offrire doni e sacrifici per i peccati; così può avere compassione verso gli ignoranti e gli erranti, perché anch'egli è soggetto a debolezza; ed è a motivo di questa che egli è obbligato a offrire dei sacrifici per i peccati, tanto per sé stesso quanto per il popolo. Nessuno si prende da sé quell'onore; ma lo prende quando sia chiamato da Dio, come nel caso di Aaronne. Così anche Cristo non si prese da sé la gloria di essere fatto sommo sacerdote, ma la ebbe da colui che gli disse: «Tu sei mio Figlio; oggi ti ho generato». Come in un altro passo dice:
 «Tu sei sacerdote per sempre, alla maniera di Melchìsedek»." (Ebrei 5:1-7[5]);

Con la citazione del Salmo 110, Paolo conferisce un valore profetico ai versi di Davide, intesi in senso messianico. Gesù altrove nella Bibbia è chiamato "virgulto di Davide" (Isaia 11:1-2) e "leone della tribù di Giuda", stabilendo la Sua discendenza da David e appartenenza alla tribù di Giuda. Davide e Gesù sono entrambi sommi sacerdoti secondo Melchisedek, Re dei Giudei(INRI) e profeti.
Entrambi esercitano un triplice ufficio: la Legge mosaica prevedeva l'Unzione per ciascuna delle cariche che lo formano, coerente con la teofania del volere divino (es.l'angelo del Signore dice a Elìa di ungere il re di Aram, ed Eliseo come profeta 1 Re 19:1-18).

Riguardo ai due ordini sacerdotali, la volontà di Dio è espressa come:
- la singola vocazione dei sommi sacerdoti (Aronne, Eliseo e Davide[8]), e l'eternità del ministero sacerdotale cui sono vocati
- la successione nel sacerdozio: ereditaria di nascita nel modo levitico di Aronne, ed ereditaria di Spirito Santo nel modo di Melchisedek.

Il sacerdozio secondo Melchidesek è eterno, essendo di Gesù Cristo generato dal Padre Dio prima di tutti i secoli (Ebrei 5:4-6).
Pur ereditandosi già la carica di sommo sacerdote di padre in figlio, come è anche per quella di re, non si registrano casi di sommi sacerdoti leviti che furono anche re d'Israele.
Il verso Mio figlio sei tu, oggi ti ho generato di Salmi 2:7 è ripreso da Paolo anche in Atti 13:32-40, per dire che Davide fu unito ai patriarchi nella comunine dei santi, ma il suo corpo subì la corruzione come tutti i mortali. Soltanto il sacerdozio di Gesù Cristo fu subito immortale, venendo egli resuscitato dai morti ad opera dello Spirito Santo procedente dal Padre Dio.

### La Sua opera sacrificale
Ciò che erano e facevano gli antichi sacerdoti di Israele nel tempio di Gerusalemme era una prefigurazione della Persona e dell'opera del Cristo. L'agnello che essi offrivano era simbolo di ciò che Cristo avrebbe compiuto. Egli è chiamato, infatti "l'Agnello di Dio che toglie il peccato del mondo". La Sua morte in Croce assume il valore del sacrificio ultimo efficace per riabilitare di fronte a Dio tutti coloro che fanno appello ad essa per il perdono dei loro peccati. L'opera sacerdotale unica ed irripetibile di Cristo è annunciata nel Nuovo Testamento in molti brani.
- "Egli è stato trafitto a causa delle nostre trasgressioni, stroncato a causa delle nostre iniquità; il castigo, per cui abbiamo pace, è caduto su di lui e mediante le sue lividure noi siamo stati guariti." (Isaia 53:5);
- "Poiché anche il Figlio dell'uomo non è venuto per essere servito, ma per servire, e per dare la sua vita come prezzo di riscatto per molti»" (Marco 10:45);
- "Il giorno seguente, Giovanni vide Gesù che veniva verso di lui e disse: «Ecco l'Agnello di Dio, che toglie il peccato del mondo" (Giovanni 1:29);
- "..egli ha portato i nostri peccati nel suo corpo, sul legno della croce, affinché, morti al peccato, vivessimo per la giustizia, e mediante le sue lividure siete stati guariti." (1 Pietro 2:24);
- "Egli è il sacrificio propiziatorio per i nostri peccati, e non soltanto per i nostri, ma anche per quelli di tutto il mondo" (1 Giovanni 2:2);

### La Sua opera di Intercessore
Il Nuovo Testamento annuncia l'efficacia unica di Cristo come Mediatore fra noi e Dio. È per questo che la preghiera "in suo nome" è efficace. Non solo, ma Egli presenta il Suo sacrificio a Dio e, sulla sua base, il Suo popolo può fare propria ogni benedizione spirituale, lo difende contro le accuse di Satana, della Legge e della coscienza, assicura il perdono di tutto ciò di cui esso giustamente è accusato, e santifica il loro culto e servizio. "Io prego per loro; non prego per il mondo, ma per quelli che tu mi hai dati, perché sono tuoi (...) Non prego soltanto per questi, ma anche per quelli che credono in me per mezzo della loro parola" Giovanni 17:9,20.
- "Chi li condannerà? Cristo Gesù è colui che è morto e, ancor più, è risuscitato, è alla destra di Dio e anche intercede per noi" (Romani 8:34);
- "Perciò egli può salvare perfettamente quelli che per mezzo di lui si avvicinano a Dio, dal momento che vive sempre per intercedere per loro" (Ebrei 7:25);
- "Figlioli miei, vi scrivo queste cose perché non pecchiate; e se qualcuno ha peccato, noi abbiamo un avvocato presso il Padre: Gesù Cristo, il giusto" (1 Giovanni 2:1);

## L'ufficio regale
Come eterno Figlio di Dio, Cristo condivide con Dio Padre la regalità, l'autorità di Dio su tutto l'universo ed in modo particolare sulla Sua Chiesa. La Sua sovranità viene riconosciuta dal Suo popolo che volentieri si sottomette a Lui in ciò che Egli loro comanda (il "Regno di Dio").

### Cristo come Re di Sion
Quando l'Antico Testamento parla del Messia come "re di Sion", esso intende la Sua regalità sul popolo eletto di ogni tempo e paese, che volentieri Gli si sottomette. Egli è "il Signore" per eccellenza, e questa è la prima confessione di fede della Sua Chiesa.
- "«Sono io», dirà, «che ho stabilito il mio re sopra Sion, il mio monte santo»" (Salmi 2:6);
- "...per dare incremento all'impero e una pace senza fine al trono di Davide e al suo regno, per stabilirlo fermamente e sostenerlo mediante il diritto e la giustizia, da ora e per sempre: questo farà lo zelo del SIGNORE degli eserciti" (Isaia 9:6);
- "Questi sarà grande e sarà chiamato Figlio dell'Altissimo, e il Signore Dio gli darà il trono di Davide, suo padre. Egli regnerà sulla casa di Giacobbe in eterno, e il suo regno non avrà mai fine»." (Luca 1:32,33);

### Cristo come Re dell'universo
Cristo, però, è anche Signore sugli elementi del creato, come dimostra nella Sua vita terrena quando manifesta essere in pieno controllo delle forze della natura, della vita e della stessa morte. Persino chi ora Gli si oppone resistendogli, alla fine dovrà cedere e (volente o nolente) "piegare le ginocchia" di fronte a Lui. Anche l'epiteto di medico attribuito a Cristo può essere fatto rientrare in questo ambito.
- "E Gesù, avvicinatosi, parlò loro, dicendo: «Ogni potere mi è stato dato in cielo e sulla terra" (Matteo 28:18);
- "Ogni cosa egli ha posta sotto i suoi piedi e lo ha dato per capo supremo alla chiesa" (Efesini 1;22);
- "Poiché bisogna ch'egli regni finché abbia messo tutti i suoi nemici sotto i suoi piedi" (1 Corinzi 15:25).